# مارنيك فيرميجل
مارنيك فيرميجل (13 يناير 1992 بلجيكا - ) هو لاعب كرة قدم بلجيكي، يلعب كمدافع.

## روابط خارجية
- مارنيك فيرميجل على موقع قاعدة بيانات كرة القدم.إي يو (الإنجليزية)
- مارنيك فيرميجل على موقع Soccerbase.com (لاعب) (الإنجليزية)
- مارنيك فيرميجل على موقع Soccerway.com (الإنجليزية)
- مارنيك فيرميجل على موقع عالم كرة القدم.نت (الإنجليزية)
- مارنيك فيرميجل على موقع AS.com (الإسبانية)